# L'inferno è per gli eroi
L'inferno è per gli eroi (Hell Is for Heroes) è un film del 1962 diretto da Don Siegel con Steve McQueen, James Coburn e Bobby Darin.

## Trama
Autunno 1944. Svanita l'illusione del rientro in patria, una compagnia militare statunitense è nuovamente destinata in prima linea. Essa è comandata dal capitano Loomis e nelle sue file conta anche l'ex sergente John Reese, decorato al valore ma degradato dal comando per ubriachezza ed insubordinazione. Il grosso della formazione è dislocato in un diverso settore e un caposaldo resta affidato al sergente Pike al comando di sei uomini, tra cui vi è lo stesso Reese. 
La pattuglia si difende con coraggio e astuzia, riuscendo a far credere ai tedeschi di stare fronteggiando un nemico più numeroso.
Dopo uno scontro con i tedeschi però, c'è il rischio che il bluff venga scoperto. Non vi è certezza inoltre che i rinforzi attesi giungano davvero. Reese sostiene che sia necessario attaccare, scontrandosi con Pike che, seppur titubante, decide di attenersi agli ordini e mantenere la posizione, confidando nell'arrivo dei rinforzi.
Pike tuttavia viene ucciso da un colpo di artiglieria e Reese allora, contravvenendo agli ordini, tenta l'assalto a un bunker sulla collina, insieme a due uomini che ha convinto a seguirlo. L'attacco però è un insuccesso e i due compagni perdono la vita. 
Nel frattempo la compagnia di rinforzo è effettivamente arrivata, e al suo ritorno Reese viene avvisato dal capitano Loomis che subirà la corte marziale. 
L'indomani mattina la compagnia riprende l'attacco. Reese, con un'azione spericolata, riesce ad avanzare sulla collina e a far saltare in aria il bunker, benché mortalmente ferito.